# Kolčyno
Kolčyno (ukrajinsky Кольчино / Kolčyno; slovensky Kolčino; maďarsky Kölcsény) je městys (ukrajinsky selyšče) ležící v Zakarpatské oblasti, 6 km severovýchodně od Mukačeva, v údolí řeky Latorice. Spadá pod okres Mukačevo. V roce 2025 Kolčyno mělo 4319 obyvatel; celá obec Kolčyno měla 8641 obyvatel.

## Historie
První zmínka o tomto městysu pochází z roku 1430. V minulosti městys patřil Rakousku-Uhersku, od jeho rozpadu v roce 1918 až do roku 1938 bylo součástí Československa. V roce 1944 byl městys i s okolím připojen k Ukrajinské SSR.
V městysu je železniční stanice, kde na trati Lvov – Stryj – Čop zastavují příměstské vlaky Mukačevo – Lavočne, římskokatolický kostel, tři řeckokatolické a pravoslavný (ve stavbě).

## Územní komunita
V Kolčyně je administrativní centrum kolčynské komunity (ukrajinsky Кольчинська селищна громада), do které kromě Kolčyna patří ještě:
- Kolčyno
  - Žborivci, ukrajinsky: Жборівці
  - Klenovec, ukrajinsky: Кленовець
  - Konoplivci, ukrajinsky: Коноплівці
- Verchňa Vyznyca, ukrajinsky: Верхня Визниця
  - Kločky, ukrajinsky: Клочки
  - Lisarňa, ukrajinsky: Лісарня
- Puzňakivci, ukrajinsky: Пузняківці
  - Hercivci, ukrajinsky: Герцівці
  - Hrabovo, ukrajinsky: Грабово
  - Kryte, ukrajinsky: Крите
  - Trostjanycja, ukrajinsky: Тростяниця[1]